# N.A.T.I.O.N.
N.A.T.I.O.N. ist das zweite Studioalbum der US-amerikanischen Metal-Band Bad Wolves. Das Album wurde am 25. Oktober 2019 über Eleven Seven Music veröffentlicht.

## Entstehung
Bereits während der Tournee zum Debütalbum Disobey entstanden die ersten Ideen für das zweite Studioalbum. Sänger Tommy Vext nutzte eine kurze Pause nach einer Europatournee mit Three Days Grace, um mit dem Musikproduzenten Drew Fulk vier oder fünf Lieder zu schreiben, von denen drei auf dem Album gelandet sind. Schlagzeuger John Boecklin ging über Weihnachten ebenfalls im Studio, während die beiden Gitarristen Chris Cain und Doc Coyle ebenfalls Ideen sammelten. Im Januar 2019 hatten die Musiker rund 20 Ideen, die dann weiter ausgearbeitet wurden.
Die Band spielte mit dem Gedanken, wieder eine Coverversion aufzunehmen. Diese Idee wurde jedoch verworfen, zum einen wegen des Erfolgs ihrer Version des Liedes Zombie, zum anderen wollte sich die Band mehr auf eigene Lieder fokussieren. Aufgenommen wurde das Album in verschiedenen Studios. Gitarre und Bass wurde mit Max Karon in Las Vegas, der Gesang in Los Angeles mit Joseph McQueen und das Schlagzeug in Nashville mit Mark Lewis aufgenommen. Bei dem Lied Foe or Friend ist Emma Zander als Gastsängerin zu hören. Für die Lieder I’ll Be There, Killing Me Slowly, Sober und Learn to Walk Again wurden Musikvideos veröffentlicht.

## Hintergrund
I’ll Be There befasst sich mit der Zeit Anfang 2018, als die Band infolge ihrer Version des Liedes Zombie international bekannt wurde. Laut Tommy Vext hatten die Musiker die Befürchtung, dass sie nur ein One-Hit-Wonder wären. Für ihre Version wurde die Band im Internet teilweise hart kritisiert. Außerdem schlug ihnen Missgunst und Hass entgegen. Killing Me Slowly handelt davon, dass Menschen in Beziehungen oft nicht sie selbst sind oder es nicht schaffen, ehrlich zu sein. Irgendwann erreicht man einen Punkt, an dem man die Beziehung beenden sollte. Tommy Vext hat den Text aus der Ich-Perspektive geschrieben, obwohl er in dieser beschriebenen Situation die andere Person war.
Das Lied Sober beschäftigt sich mit dem Thema Abhängigkeit. Dabei geht es nicht nur um eine Person, die nüchtern werden will, sondern auch um die Auswirkungen auf die Menschen um diese Person herum. Tommy Vext war selber Alkohol- und Drogenabhängig und ist seit etwa zehn Jahren clean. Heute betreut er Menschen, die versuchen, von ihrer Abhängigkeit loszukommen. Bei dem Lied Crying Game geht es um Menschen, die zur Selbstzerstörung neigen, die Schuld dafür aber bei anderen Menschen statt bei sich selbst zu suchen. John Boecklin schrieb die Musik für das Lied, nachdem er bei einigen Musikern, mit denen er zusammengearbeitet hat, eine solche Verhaltensweise beobachtet hat.
In dem Lied L.A. Song geht es um die wachsende Zahl an Obdachlosen in Los Angeles. Sänger Tommy Vext und Gitarrist Doc Coyle arbeiten ehrenamtlich für die Organisation Monday Night Mission, die sich in der Stadt um obdachlose Menschen kümmert, ihnen Essen gibt und für medizinische Versorgung sorgt.

## Rezeption
Laut Matthias Weckmann vom deutschen Magazin Metal Hammer „toppt das zweite Album seinen Vorgänger auf diversen Ebenen“. Die „Riffs sind schärfer, die Hooklines markanter, die Dynamik größer, die Arrangements vielseitiger und die Langzeitwirkung nachhaltiger“. Eingekleidet in „einen charmanten Mix aus Härter und Harmonie unterhält das Material eine knappe Dreiviertelstunde lang bestens“. Wem Five Finger Death Punch gefallen „könne blind zugreifen“. Weckmann vergab 5,5 von sieben Punkten. Ronny Bittner vom deutschen Magazin Rock Hard schrieb, dass sich besonders „in der zweiten Hälfte mit berechenbarer Regelmäßigkeit vertrackte Aggro-Attacken und spährische Tracks mit hoher Radiokompabilität ein Stelldichein geben“. Zwischen diesen beiden Stilen würden „zu wenige Brücken geschlagen, weshalb das Album kein stimmiges Ganzes ergeben“. Da die Band „mehr als auf dem Debüt in den Einzelleistungen glänzen kann“ vergab Bittner sieben von zehn Punkten. Kritischer zeigte sich Max Morin vom Onlinemagazin Exclaim, für den die Band „monotoner und weniger selbstbewusst“ klingt. Die Band habe zwar versucht, sich von ihrem Superhit Zombie zu lösen, allerdings könnte „nichts verbergen, das der Band die Ideen ausgegangen sind“. „Klischee folgt auf Klischee, zumeist aus der letzten Dekade“. Für den Moment hätten die Bad Wolves „die öffentliche Aufmerksamkeit, aber die Band würde diese nicht verdienen“. Morin vergab drei von zehn Punkten.

### Chartplatzierungen
| ChartsChartplatzierungen       | Höchstplatzierung | Wochen |
| ------------------------------ | ----------------- | ------ |
| Deutschland (GfK)              | 60 (1 Wo.)        | 1      |
| Österreich (Ö3)                | 44 (1 Wo.)        | 1      |
| Schweiz (IFPI)                 | 63 (1 Wo.)        | 1      |
| Vereinigte Staaten (Billboard) | 78 (1 Wo.)        | 1      |

### Auszeichnungen
Das Onlinemagazin Loudwire führte N.A.T.I.O.N. auf ihrer Liste der 50 besten Rock-Alben des Jahres und Sober auf der Liste der 66 besten Rock-Songs des Jahres.